# 波多野福太郎
波多野 福太郎（はたの ふくたろう、1890年（明治23年） - 1974年（昭和49年）12月）は、日本のジャズ・オーケストラ指揮者、ヴァイオリニスト。

## 経歴

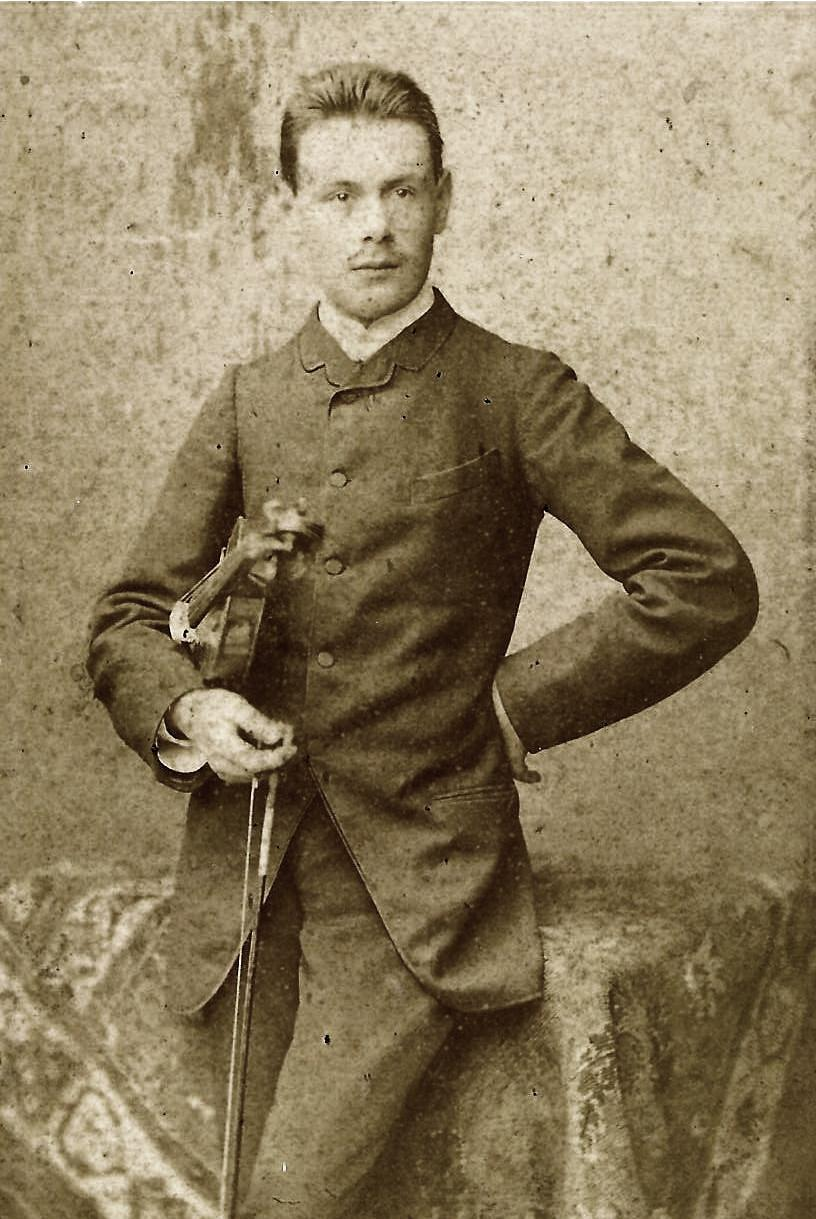
アウグスト・ユンケル

東京芝中門出身。東洋音楽学校（現東京音楽大学）ヴァイオリン科卒業。在学中はヴァイオリンをアウグスト・ユンケルに、チェロをウエルク・マイステル、コルネットを西郷直袈裟に習う。
1912年より東洋汽船サンフランシスコ航路の豪華貨客船地洋丸（天洋丸級貨客船）に乗り組んで、一等船客用食堂で食事時に演奏し、土曜のダンスパーティではダンス曲を演奏した。サンフランシスコに着くと流行している曲の楽譜を購入したのだが、店員が偶々サンフランシスコ交響楽団のメンバーだったので、ディナー用の曲やダンス用の曲を選び出して、演奏法まで教えてくれた。地洋丸が香港沖の無人島で座礁・沈没した時は、楽器を抱えて無人島で一夜を明かすという過酷な経験をした。1921年頃、弟の波多野鑅次郎と共にセミクラシックのハタノ・オーケストラ（後の日本交響楽協会）を結成。映画館の幕間演奏や、花月園ダンスホールなどで演奏活動を行うなど、それまで日本に無かったジャズのパート譜や演奏技術を日本に持ち込み、創成期の日本ジャズ発展に大きく貢献した。
また、乗泉寺吹奏楽団の初代団長・指揮者を兼任した。

## 作品
- 『金春マーチ』奥山貞吉作曲・波多野福太郎編曲[1]